# Герасимов, Александр Георгиевич
Александр Георгиевич Герасимов (22 января 1975, Орск) — российский волейболист, диагональный нападающий, заслуженный мастер спорта, игрок сборной России в 1998—2003 годах, многолетний капитан клуба «Локомотив-Изумруд» (Екатеринбург).

## Биография
Александр Герасимов родился в Орске, в течение восьми лет тренировался в местной спортшколе № 1 под руководством Владимира Васильевича Красникова. Затем поступил в училище олимпийского резерва в Екатеринбурге к тренеру Валерию Михайловичу Алфёрову. Под руководством Алфёрова Александр Герасимов в составе молодёжной сборной России в 1994 году стал чемпионом Европы, а в 1995-м — победителем и лучшим нападающим чемпионата мира.
В национальной сборной России дебютировал 9 мая 1998 года в Белгороде в матче отборочного турнира чемпионата Европы-1999 против сборной Португалии. За сборную России Герасимов играл вплоть до 2003 года, став обладателем Кубка мира 1999 года, серебряным призёром Олимпиады-2000 и чемпионата мира-2002, двукратным призёром чемпионатов Европы, победителем Мировой лиги-2002. Всего провёл 103 матча за сборную, в которых набрал 300 очков и 20 отыгранных подач.
Практически вся клубная карьера Александра Герасимова связана с Екатеринбургом. В команде УЭМ-«Изумруд» он дебютировал в сезоне 1993/94 годов. В 1999 году стал чемпионом России, в 2000 и 2001 годах признавался лучшим игроком российского первенства. Выступая в сборной на позиции диагонального, в клубе в этот период чаще всего играл в амплуа центрального блокирующего.
В 2001 году уехал в Италию, где в течение двух лет защищал цвета клубов серии A2, причём и с «Перуджей», и с «Триестом» завоёвывал право на выход в сильнейший дивизион итальянского чемпионата. В 2003 году Александр Герасимов вернулся в «Локомотив-Изумруд» (так стала называться екатеринбургская команда), вновь стал капитаном и безусловным лидером уральского коллектива и с тех пор покидал Екатеринбург только однажды — сезон-2007/08 он провёл в казанском «Динамо-Таттрансгаз», став в его составе победителем Лиги чемпионов.
В 2012 году завершил игровую карьеру и вошёл в тренерский штаб «Локомотива-Изумруда». В 2014—2021  годах работал тренером-статистиком в «Уралочке»-НТМК.

## Достижения

### Со сборной России
- Серебряный призёр Игр XXVII Олимпиады в Сиднее (2000).
- Серебряный призёр чемпионата мира (2002).
- Серебряный (1999) и бронзовый (2001) призёр чемпионатов Европы.
- Обладатель Кубка мира (1999).
- Победитель Мировой лиги (2002), серебряный (1998) и бронзовый (2001) призёр Мировой лиги.

### С молодёжной сборной России
- Чемпион Европы (1994).
- Чемпион мира (1995).

### С клубами
- Чемпион России (1998/99), серебряный (1996/97, 1997/98, 1999/00, 2000/01) и бронзовый (2007/08) призёр чемпионатов России.
- 3-кратный обладатель Кубка России (1999, 2000, 2007).
- Победитель Лиги чемпионов (2007/08).
- Бронзовый призёр Кубка CEV (2003/04).
- Бронзовый призёр Кубка Кубков (1998/99), серебряный призёр Кубка Top Teams (2000/01).

### Личные
- Лучший нападающий чемпионата мира среди молодёжных команд (1995).
- Обладатель Приза Андрея Кузнецова (2000, 2001).
- Участник Матча звёзд Италии (2002).
- Участник Матча звёзд России (2011).

## Награды и звания
- Заслуженный мастер спорта (1999).
- Орден Дружбы (19 апреля 2001) — за большой вклад в развитие физической культуры и спорта, высокие спортивные достижения на Играх XXVII Олимпиады 2000 года в Сиднее[6].